# Oxytocin (dược phẩm)
Oxytocin, được bán dưới tên thương hiệu Pitocin cùng với một số những tên khác, là một loại thuốc làm từ hormone peptide oxytocin. Nếu dùng dưới dạng dược phẩm, chúng được sử dụng nhằm gây co thắt tử cung để bắt đầu chuyển dạ, tăng tốc độ chuyển dạ và ngừng chảy máu sau khi sinh. Với mục đích này, thuốc có thể tiêm vào cơ bắp hoặc tiêm vào tĩnh mạch để hoạt động.
Việc sử dụng oxytocin với vai trò một loại thuốc có thể dẫn đến co thắt quá mức tử cung và có thể gây nguy hại cho sức khỏe của thai nhi. Tác dụng phụ thường gặp ở người mẹ bao gồm buồn nôn và nhịp tim chậm. Tác dụng phụ nghiêm trọng có thể có như vỡ tử cung và nếu sử dụng thuốc quá liều lượng cho phép, chúng có thể gây nhiễm độc nước. Phản ứng dị ứng bao gồm sốc phản vệ cũng có thể xảy ra.
Oxytocin được phát hiện vào năm 1952. Nó nằm trong danh sách các thuốc thiết yếu của Tổ chức Y tế Thế giới, tức là nhóm các loại thuốc hiệu quả và an toàn nhất cần thiết trong một hệ thống y tế. Tính đến năm 2014, chi phí bán buôn ở các nước đang phát triển là từ 0,10 đến 0,56 đô la Mỹ cho mỗi liều.

## Lịch sử
Oxytocin là hormone polypeptide đầu tiên được giải trình tự  hoặc được tổng hợp. Nhà khoa học Du Vigneaud đã được trao giải Nobel năm 1955 vì các nghiên cứu của mình.
Từ "oxytocin" được đặt ra từ thuật ngữ oxytocic, lấy từ tiếng Hy Lạp ὀξύς, oxys, và τόκος, tokos, có nghĩa là "sinh nhanh").